# Pavel Schenk
Pavel Schenk (* 27. června 1941 Borotín) je bývalý český volejbalista, reprezentant Československa, dvojnásobný olympijský medailista. Na olympiádě v Tokiu 1964 člen stříbrného a na hrách v Mexiku 1968 bronzového týmu. Šestkrát byl členem ligového mistra jako hráč, třikrát dovedl k titulu tým jako trenér.